# Classe Amphitrite
La classe Amphitrite, est une classe de quatre monitors de l'United States Navy construits entre 1874 et 1896 et actifs entre 1891 et 1919.